# Corynoptera tiliacea
Corynoptera tiliacea är en tvåvingeart som beskrevs av Lyudmila Komarova 2000. Corynoptera tiliacea ingår i släktet Corynoptera och familjen sorgmyggor. Inga underarter finns listade i Catalogue of Life.